# گراولونا لوملینا
گراولونا لوملینا (به ایتالیایی: Gravellona Lomellina) یک کومونه در ایتالیا است که در استان پاویا واقع شده‌است. گراولونا لوملینا ۲۰٫۳۴ کیلومتر مربع مساحت و ۲٬۷۲۷ نفر جمعیت دارد و ۱۱۸ متر بالاتر از سطح دریا واقع شده‌است.

## خواهرخوانده
شهر Linards خواهرخواندهٔ گراولونا لوملینا هست.